# Keelagani, Mulbagal
Keelagani là một làng thuộc tehsil Mulbagal, huyện Kolar, bang Karnataka, Ấn Độ.